# Zlatá Koruna
Zlatá Koruna település Csehországban, a Český Krumlov-i járásban. Zlatá Koruna Srnín, Mojné, Holubov, Dolní Třebonín és Přísečná településekkel határos. Lakosainak száma 787 fő (2024. január 1.).

## Történelme
A front áthaladtával a németekkel szövetséges csapatok is érkeztek Csehország területére, köztük magyar honvédek is. Egyes esetekben a magyar honvédek átálltak a felkelő cseh lakosság oldalára, például Zlatá Korunában. A 11. magyar lőszerraktár 43 fős őrsége 1945 áprilisában érkezett a Nyugat felé visszavonuló alakulatokkal. Kapcsolatba kerültek a cseh felkelőkkel és együttműködtek velük. Fegyvereket adtak át, majd a harcokba is bekapcsolódtak. Egy híd birtoklásáért kialakult többórás tűzharcban egy német SS-különítmény öt magyar katonát ölt meg.

## Népesség
A település lakosságának változását az alábbi diagram mutatja:
| Lakosok száma | 1133 | 1223 | 1088 | 815  | 760  | 638  | 790  | 797  | 786  | 787  |
|               | 1869 | 1890 | 1921 | 1950 | 1980 | 2001 | 2017 | 2019 | 2022 | 2024 |